# Hedychium kwangsiense
Hedychium kwangsiense är en enhjärtbladig växtart som beskrevs av Te Lin Wu och Sen Jen Chen. Hedychium kwangsiense ingår i släktet Hedychium och familjen Zingiberaceae. Inga underarter finns listade i Catalogue of Life.